# Teoria chimica dei grafi
La teoria chimica dei grafi è una branca della chimica matematica che applica la teoria dei grafi ai modelli matematici utilizzati per descrivere i fenomeni chimici. I pionieri della teoria chimica dei grafi sono Alexandru Balaban, Ivan Gutman, Haruo Hosoya, e Nenad Trinajstić. Nel 1988 fu riportato che diverse centinaia di ricercatori lavorano in questa area producendo circa 500 articoli annualmente. Sono state scritte anche un certo numero di monografie in questa area, incluso il testo comprensivo di Trinajstić in due volumi, Chemical Graph Theory, che riassumeva le conoscenze acquisite nel campo fino alla metà degli anni ottanta .
I fautori di questa teoria sostengono che le proprietà di un grafo chimico, vale a dire una rappresentazione grafo-teorica di una molecola, forniscono una preziosa informazione del fenomeno chimico. Gli oppositori sostengono invece che i grafi abbiano solamente un ruolo marginale nella ricerca chimica.